# Mabel's Awful Mistakes
Mabel's Awful Mistakes er en amerikansk stumfilm fra 1913 af Mack Sennett.

## Medvirkende
- Mack Sennett som Jones.
- Mabel Normand som Mabel.
- Ford Sterling som Smith.